# Florian Wellbrock
Florian Wellbrock, född 19 augusti 1997, är en tysk simmare.

## Karriär
Wellbrock tävlade för Tyskland vid olympiska sommarspelen 2016 i Rio de Janeiro, där han blev utslagen i försöksheatet på 1 500 meter frisim.
Vid Världsmästerskapen i simsport 2019 blev Wellbrock den förste simmaren att vinna både 1 500 meter frisim och 10 km öppet vatten på en internationell tävling. Vid olympiska sommarspelen 2020 i Tokyo tog Wellbrock brons på 1 500 meter frisim. Han tog även guld i herrarnas 10 km öppet vatten och slutade fyra på 800 meter frisim.
I november 2021 vid kortbane-EM i Kazan tog Wellbrock guld på 1500 meter frisim och silver på 800 meter frisim. Den 21 december 2021 slog Wellbrock även nytt världsrekord på 1500 meters frisim (kortbana) med tiden 14.06,88.
I juni 2022 vid VM i Budapest tog Wellbrock fem medaljer. Han inledde med att ta silver på 800 meter frisim och brons på 1 500 meter frisim i långbana. Wellbrock tog därefter guld på 5 km och i lagtävlingen samt brons på 10 km i öppet vatten-simning.
I februari 2024 vid VM i Doha tog Wellbrock silver på 1 500 meter frisim.